# Asdrúbal, o Calvo
Asdrúbal, o Calvo, foi um general cartaginês da Segunda Guerra Púnica. Em 215 a.C., Asdrúbal foi enviado para tomar a antiga colônia cartaginesa da Sardenha, mas sua frota naufragou numa tempestade perto das ilhas Baleares. Quando ele conseguiu se reagrupar e chegou ao seu destino, Tito Mânlio Torquato já havia pacificado o território, derrotado o líder sardenho, Hampsicora, e estava pronto para enfrentá-lo. Na Batalha de Corno, Torquato derrotou facilmente os cartagineses e capturou Asdrúbal.